# へい!ジャンボ
『へい!ジャンボ』は、水島新司による日本のスポーツ漫画。『週刊少年キング』（少年画報社）1972年37・38合併号から1973年20号まで連載された。単行本はヒットコミックス（少年画報社）から全3巻、一球入魂コミックス（新日本スポーツ企画）から全4巻が発売された。
野球漫画で知られる水島によるサッカー漫画。作品としては人並み外れた体格を持つ主人公・ジャンボが、サッカーだけでなく様々なスポーツに挑戦する。サッカーものとしては『下町のサムライ』（『週刊少年キング』1966年45号から1967年37号まで連載）以来となる。

## あらすじ
大柄でスポーツ万能の通称、ジャンボは昼間はパン屋の「幸福堂」で働き、夜は神宮高校の定時制に通っている。ジャンボは行方不明の兄に憧れてサッカー選手を目指しているが、一方でジャンボの身体能力に目を付けたプロ野球の中西太、大相撲の高見山、プロレスのジャイアント馬場らが彼を引き入れようと勧誘合戦を始めるのだった。

## 登場人物
ジャンボ
本作の主人公。本名は大山大介。パン屋「幸福堂」に居候し、定時制高校に通いながらサッカー選手を目指す一方で、行方不明の兄を探している。人並みはずれた体格を見込まれ、成り行きでプロレス、野球などと掛け持ちをする羽目になる。かなりの強肩である。
幸福堂のオヤジ
幸福堂の主人で、ジャンボの世話人。
幸福堂のおかみさん
幸福堂のオヤジの妻。
ぼっちゃん
幸福堂の夫婦の息子。なにかとジャンボに無茶なことを要求する。
拓郎
星訓高校サッカー部の補欠選手で、ジャンボのライバル。
ジャンボの兄
サッカー選手。試合中の事故がもとで記憶喪失となり、行方知れずとなる。

## 書誌情報
- 水島新司『へい!ジャンボ』少年画報社〈ヒットコミックス〉、全3巻
  1. 1973年10月1日発売 [1]
  2. 1973年11月15日発売 [1]
  3. 1974年1月15日発売 [1]

- 水島新司『へいジャンボ』 新日本スポーツ企画〈一球入魂コミックス〉、全4巻
  1. 1981年7月20日発売 [1]
  2. 1981年9月20日発売 [1]
  3. 1981年12月1日発売 [1]
  4. 1982年1月20日発売 [1]

## その後の展開
本作の主人公・ジャンボは、『野球どアホウ伝1巻』（水島新司の野球漫画短編集）に収録されている「幻球秘話」（1972年発表）では、東京メッツの投手として、大阪ガメッツの藤村甲子園、岩鬼正美らと対戦する。また『ドカベン ドリームトーナメント編』では、新潟ドルフィンズの選手として、山田太郎らを擁する東京スーパースターズと対戦する。